# 旋前圆肌
旋前圆肌是一块位于前臂附近的骨骼肌，而且主要呈現圆形。該肌肉被肱桡肌和前臂屈肌覆盖。旋前圆肌是肱二头肌和旋后肌的拮抗肌。在轉動門把手時會用到這塊肌肉。